# Parasiopelus
Parasiopelus, es un  género de coleópteros adéfagos perteneciente a la familia Carabidae.

## Especies
Comprende las siguientes especies:
- Parasiopelus ornatus (Peringuey, 1892)
- Parasiopelus somalicus (Basilewsky, 1957)